# Hôtel Dyel des Hameaux
 (avril 2014).
L'hôtel Dyel des Hameaux est un hôtel particulier situé sur la place des Vosges à Paris, en France. Il s'agit de l'ancienne résidence personnelle de l'ancien directeur général du FMI, Dominique Strauss-Kahn.

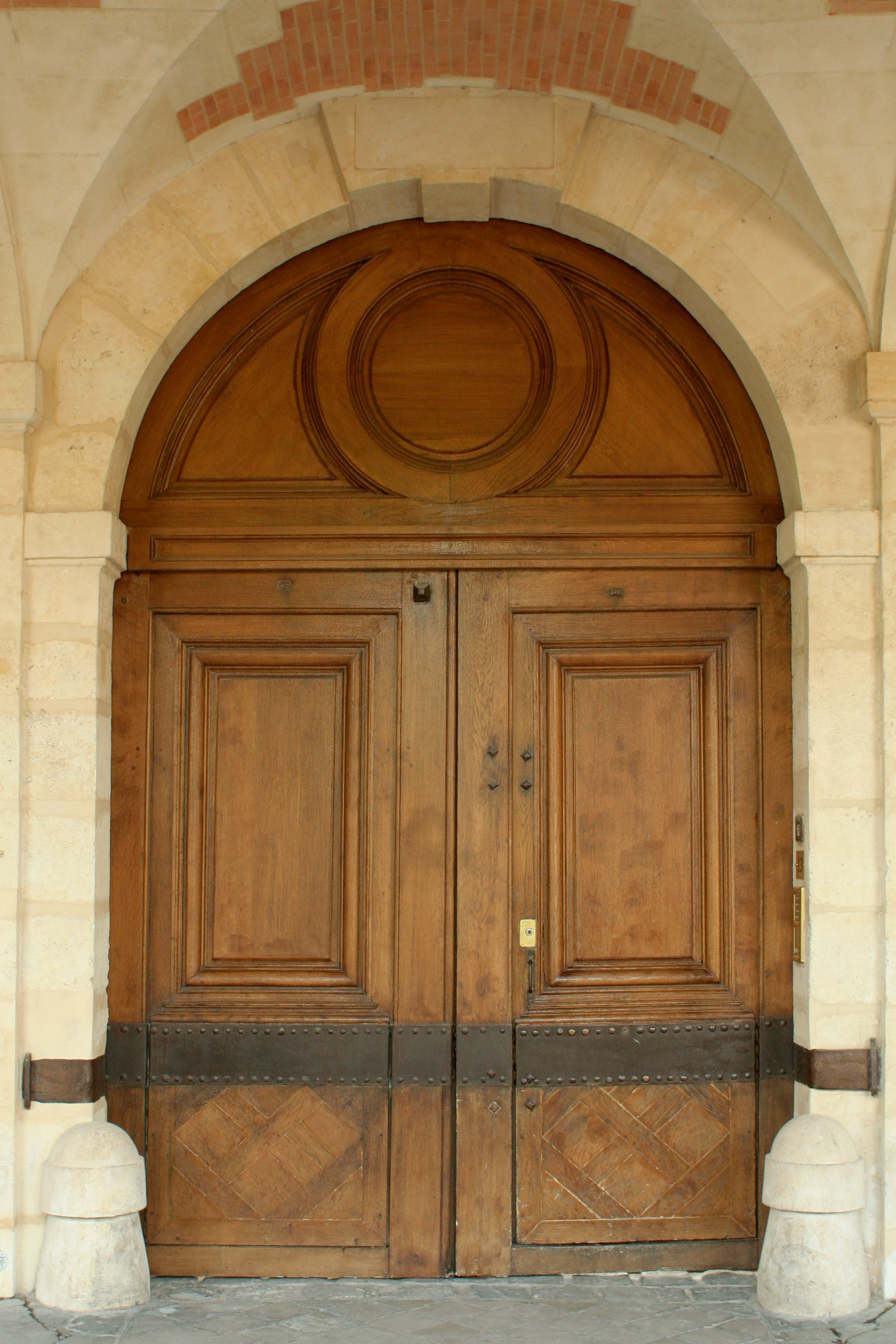
Porte cochère à grand cadre de l'hôtel Dyel des Hameaux.

## Localisation
L'hôtel Dyel des Hameaux est situé dans le 4e arrondissement de Paris, au  13 place des Vosges. Il se trouve sur le côté ouest de la place, entre les hôtels Pierrard et Marchand.

## Histoire
L'hôtel est construit vers 1630 pour le compte d'Antoine de Rochebaron. À partir de 1680, il appartient au duc Louis de Rohan-Chabot ; il reste dans la famille de Rohan jusqu'à sa vente en 1764 à François Prévost. Il est nommé d'après Jean Dyel, seigneur des Hameaux.
Une partie des façades et toitures sont classées au titre des monuments historiques en 1920 ; le reste est inscrit en 1955 ; la galerie voûtée sur la place est classée en 1956.
C'est en 2007 que l'ancien ministre socialiste des Finances, Dominique Strauss-Kahn, et son épouse, Anne Sinclair, ont acheté cette résidence. Les époux Strauss-Kahn, divorcés depuis 2013, n'ont cependant pas actualisé la situation de leur propriété.